# جوانب من نظرية النحو
جوانب من نظرية النحو (المعروف في أوساط اللسانيات ببساطة باسم الجوانب) هو كتاب عن اللسانيات كتبه العالم اللغوي الأمريكي نعوم تشومسكي، ونُشر للمرة الأولى في عام 1965. في كتاب الجوانب، قدم تشومسكي إعادة صياغة أبلغ وأوسع نطاقًا للنحو التوليدي التحويلي، وهو نوع جديد من نظرية النحو التي استُحدثت في خمسينيات القرن العشرين بنشر كتابه الأول «البنى النحوية». يُعتبر كتاب الجوانب على نطاق واسع وثيقة أساسية وتوضيح مناسب بحجم الكتاب من الإطار النظري للسانيات تشومسكي. قُدّمت افتراضات تشومسكي المعرفية بهدف وضع نظرية لغوية كنظام رسمي (أي يستند إلى التلاعب بالرموز والقواعد) مقارنة بالعلوم الفيزيائية، أي مجالًا للاستقصاء محددًا بوضوح في طبيعته وسياقه. ومن منطلق فلسفي، وجّه البحوث اللغوية السائدة بمنأى عن السلوكية والبنائية والتجريبية والبنيوية، نحو الذهنية والأهلانية والعقلانية والتوليدية، على التوالي، باعتبار ذلك الهدف الرئيسي لدراسة الأعمال الملخصة والداخلية للعقل البشري والمرتبطة باكتساب اللغة وإنتاجها.

## خلفية
بعد نشر كتاب البنى النحوية لتشومسكي، بدأت طبيعة البحوث اللغوية بالتغير، لا سيما في معهد ماساتشوستس للتكنولوجيا وفي أماكن أخرى من المجتمع اللغوي حيث حظي النحو التوليدي التحويلي باستقبال إيجابي. كان موريس هالي، وهو تلميذ رومان ياكوبسون وزميل لتشومسكي في مختبر أبحاث الإلكترونيات في معهد ماساتشوستس للتكنولوجيا، من أشد المؤيدين لأفكار تشومسكي حول النحو التوليدي التحويلي. عمل هالي في البداية على علم النطقيات التوليدي للغة الروسية ونشر عمله في عام 1959. في الفترة الممتدة من عام 1956 إلى عام 1968، وضع هال نظرية جديدة في علم النطقيات أُطلق عليها اسم علم النطقيات التوليدي، إلى جانب تشومسكي (بالإضافة إلى فريد لوكوف في بادئ الأمر). بلغ التعاون بينهما ذروته بنشر كتاب النمط الصوتي للغة الإنجليزية في عام 1968. ذهب روبرت ليز، وهو عالم لغوي من المدرسة البنيوية التقليدية، إلى معهد ماساتشوستس للتكنولوجيا في عام 1956 للعمل في مشروع الترجمة الميكانيكية في مختبر أبحاث الإلكترونيات في المعهد، إلا أنه اقتنع بنهج النحو التوليدي التحويلي لتشومسكي، ومضى في نشر -في عام 1960- ربما الكتاب الأول من التحليل اللغوي استنادًا إلى النحو التوليدي التحويلي بعنوان قواعد النقل إلى الإسمية في اللغة الإنجليزية. سبق هذا العمل أطروحة الدكتوراه التي قدمها ليز حول الموضوع نفسه، والتي حصل فيها على درجة الدكتوراه في الهندسة الكهربائية. كان ليز فعليًا الطالب الأول للنموذج الفكري للنحو التوليدي التحويلي الحديث. أنتج إدوارد كليما، وهو خريج برنامج الماجستير من جامعة هارفارد، والذي عينه تشومسكي في مختبر أبحاث الإلكترونيات في المعهد في عام 1957، عملًا رائدًا حول النفي يرتكز على النحو التوليدي التحويلي. في عام 1959، كتب تشومسكي مراجعة نقدية لكتاب السلوك اللفظي لبورهوس فريدريك سكينر (1957) في مجلة لانغويج، وأكد فيها على السمة الإنسانية الأساسية للإبداع اللفظي، والتي يمتلكها حتى الأطفال الصغار جدًا، ورفض الطريقة السلوكية لوصف اللغة بعبارات مبهمة مثل «التنشيط» و«الاستجابة» و«الاصطلاح» و«التكيف» و«التوطيد».